# Themarohystrix bivittata
Themarohystrix bivittata är en tvåvingeart som beskrevs av Hardy 1986. Themarohystrix bivittata ingår i släktet Themarohystrix och familjen borrflugor. Inga underarter finns listade i Catalogue of Life.